# Passi di danza su una lama di rasoio
Passi di danza su una lama di rasoio è un film italo-spagnolo del 1973 diretto da Maurizio Pradeaux.

## Trama
Kathy, una giovane svedese, assiste casualmente, osservando da un cannocchiale del Gianicolo, all'omicidio della ballerina Martinez, senza vedere in faccia l'assassino. Dopo che due testimoni sono stati uccisi, la polizia usa Kathy come esca, ma senza successo. Il suo compagno, Alberto Morosini, viene sospettato dei delitti, perché ci sono prove che il colpevole sia uno zoppo, e lui stesso si è da poco infortunato a una gamba. Si ricollega inoltre l'omicidio della Martinez a quello di un'altra ballerina, avvenuto precedentemente con modalità identiche: il serial killer finisce le sue vittime con una lama di rasoio. Parallelamente, anche Lidia Arrighi, giornalista di Paese sera, cerca di giungere alla verità. In seguito, la ballerina Magda muore per mano dell'assassino, e stessa sorte tocca a Ines Ferretti, una testimone rintracciata dalla Arrighi.
Le indagini compiute da Kathy e Morosini nella scuola di danza della Martinez portano a individuare il colpevole, freddato dalla polizia quando Kathy sta per subire il destino delle altre donne. L'omicida è Marco, un musicista, fidanzato della Arrighi, il quale compieva i delitti perché ossessionato dalla propria impotenza sessuale, e per non sfogare la vergogna e la paura dell'insuccesso, che ne derivavano, sulla compagna.